# Jan Klusák
Jan Klusak (opr. Porges) (født 18. april 1934 i Prag, Tjekkiet) er en tjekkisk komponist og pianist.
Klusak studerede komposition og klaver på Musikkonservatoriet i Prag (1953-1957) hos Jaroslav Ridky og Pavel Borkovec. Han har skrevet 3 symfonier, orkesterværker, kammermusik, 7 strygerkvartetter, koncertmusik, en opera, vokalmusik, kantater, etc. Klusak komponere i neoklassisk og seriel stil og er inspireret af bl.a. Sergej Prokofjev, Igor Stravinskij og senere Alban Berg og Wienerskolen. Han blev tildelt prisen "Classic 1995" for sin strygerkvartet nr. 5 (1995).

## Udvalgte værker
- Symfoni nr. 1 (1956) - for orkester
- Symfoni nr. 2 (1959) - for orkester
- Symfoni nr. 3 (1960) - for orkester
- Strygerkvartet nr. 5 (1995)